# 1986 у Миколаєві
| Роки в Миколаєві ← • 1901 • 1902 • 1903 • 1904 • 1905 • 1906 • 1907 • 1908 • 1909 • 1910 • 1911 • 1912 • 1913 • 1914 • 1915 • 1916 • 1917 • 1918 • 1919 • 1920 • 1921 • 1922 • 1923 • 1924 • 1925 • 1926 • 1927 • 1928 • 1929 • 1930 • 1931 • 1932 • 1933 • 1934 • 1935 • 1936 • 1937 • 1938 • 1939 • 1940 • 1941 • 1942 • 1943 • 1944 • 1945 • 1946 • 1947 • 1948 • 1949 • 1950 • 1951 • 1952 • 1953 • 1954 • 1955 • 1956 • 1957 • 1958 • 1959 • 1960 • 1961 • 1962 • 1963 • 1964 • 1965 • 1966 • 1967 • 1968 • 1969 • 1970 • 1971 • 1972 • 1973 • 1974 • 1975 • 1976 • 1977 • 1978 • 1979 • 1980 • 1981 • 1982 • 1983 • 1984 • 1985 • 1986 • 1987 • 1988 • 1989 • 1990 • 1991 • 1992 • 1993 • 1994 • 1995 • 1996 • 1997 • 1998 • 1999 • 2000 • → |

1986 у Миколаєві — список важливих подій, що відбулись у 1986 році в Миколаєві. Також подано перелік відомих осіб, пов'язаних з містом, що народились або померли цього року, отримали почесні звання від міста.

## Події

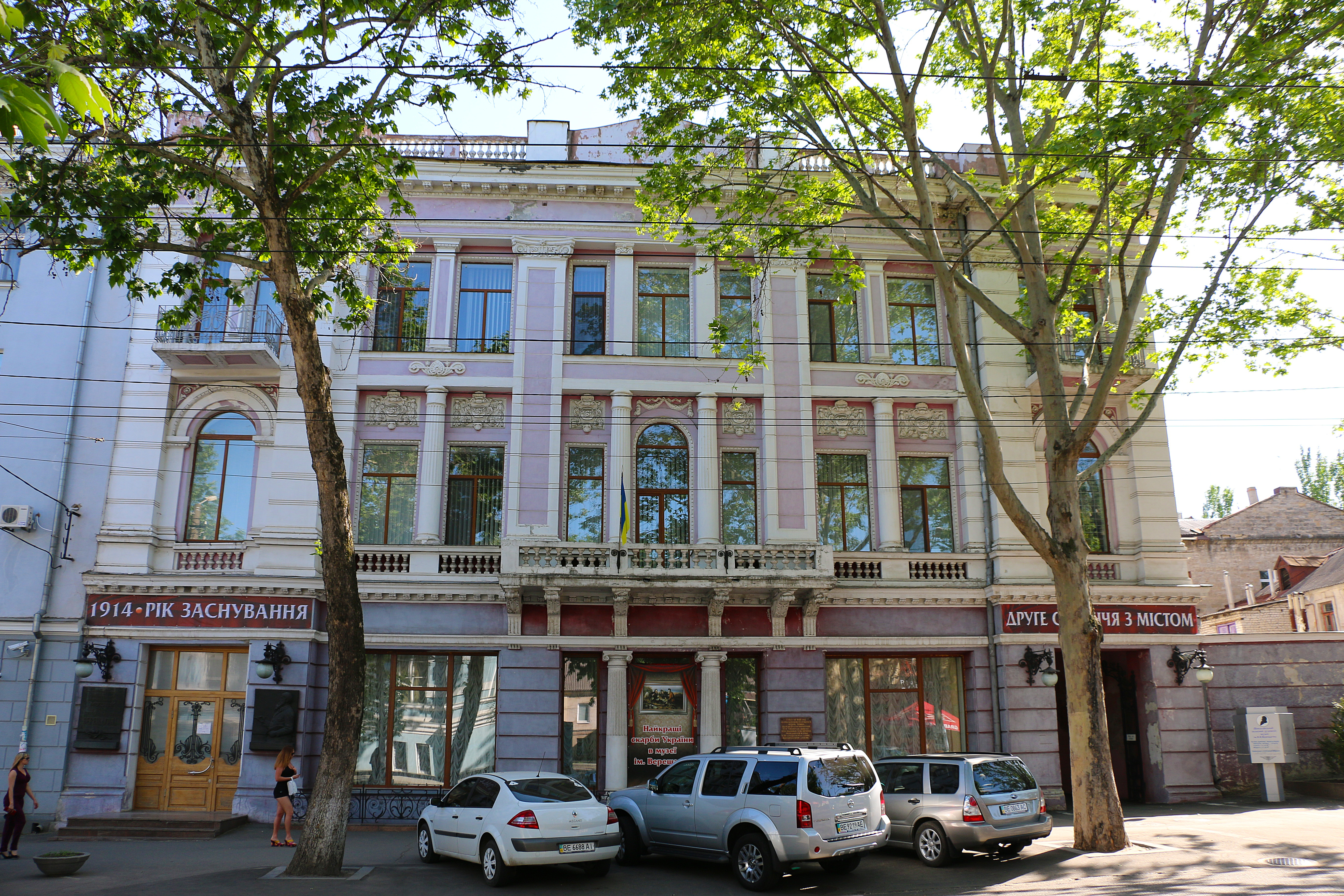
Миколаївський обласний художній музей імені В. В. Верещагіна

- 1 березня відкрита дитячо-юнацька школа фехтування олімпійського резерву.
- Вулиця Мархлевського (до 1920-х років — Католицька вулиця), названа на честь польського революціонера Юліана Мархлевського, перейменована на вулицю Адмірала Макарова, оскільки на початку її розташований будинок, де у 1849 р. народився і жив знаменитий російський адмірал Степан Осипович Макаров.
- Вулиця Леккерта (до Жовтневого перевороту — Мала Міщанська вулиця), названа на честь Гірша Леккерта, робітника-шевця, члена Бунда, страченого за замах на віленського губернатора, перейменована на вулицю Даля.
- Миколаївський обласний художній музей імені В. В. Верещагіна переїхав з вулиці Спаської, 22 до будівлі за адресою велика Морська, 47.

## Особи

### Очільники
- Голова виконавчого комітету Миколаївської міської ради — Олександр Молчанов.
- 1-й секретар Миколаївського міського комітету КПУ — Микола Бобирєв.

### Почесні громадяни
- У 1986 році звання Почесного громадянина Миколаєва не присвоювалось.

### Народились
- Волкова Ольга Володимирівна (фристайлістка) (нар. 5 липня 1986, Миколаїв) — українська фристайлістка, майстер спорту міжнародного класу. Учасниця двох Олімпіад і чотирьох чемпіонатів світу. У підсумковому заліку стала третьою на Кубку світу сезону 2010—2011. Виграла бронзову медаль чемпіонату світу 2011 року. Ця нагорода стала першою в історії незалежної України у цьому виді спорту.
- Романовська Ольга Сергіївна (до шлюбу Корягіна) (нар. 22 січня 1986, Миколаїв, УРСР, СРСР) — українська співачка, модель, колишня солістка жіночого поп-гурту «ВІА Гра» (2006—2007) та колишня солістка гурту «Queens» (2016—2017).
- Федорова Олена Олегівна (нар. 14 листопада 1986, Миколаїв) — українська спортсменка, яка спеціалізується на стрибках у воду, призерка чемпіонатів світу і Європи, учасниця трьох Олімпійських ігор.
- Клименко Юлія Вікторівна (нар. 25 серпня 1986, Миколаїв) — українська тенісистка, майстер спорту України міжнародного класу. Бронзова призерка Літніх Паралімпійських ігор 2012 року.
- Холязников Антон Володимирович (нар. 10 грудня 1986, Джанкой) — заслужений майстер спорту України з академічного веслування. Закінчив Національний університет кораблебудування імені адмірала Макарова.
- Гребенніков Віктор Олександрович (нар. 17 березня 1986, Миколаїв) — український спортсмен, академічне веслування, майстер спорту України міжнародного класу.
- Базаренко Іван Сергійович (нар. 18 липня 1986) — капітан Збройних сил України, командир батальйону 79-ї бригади, учасник російсько-української війни. Кавалер ордена Богдана Хмельницького III ступеня. Народний Герой України.
- Макарян Євген Валерійович (27 червня 1986, Одеса — 30 липня 2014, Первомайськ, Луганська область) — старший лейтенант Збройних сил України, командир взводу, 17-а окрема танкова бригада, учасник російсько-української війни. Випускник Миколаївської школи № 53.
- Науменко Олег Сергійович (нар. 5 квітня 1986, Голубівка, Луганська область) — майстер спорту України міжнародного класу, фехтувальник на візках, багаторазовий чемпіон України, бронзовий призер XV Паралімпійських ігор у Ріо-де-Жанейро. Із 2014 року займається у секції фехтування Миколаївського регіонального центру «Інваспорт». Навчався на спеціальності «Спорт» у Чорноморському національному університеті ім. Петра Могили.
- Бережинська Валерія Андріївна (нар. 10 квітня 1986, Миколаїв, УРСР) — українська баскетболістка.
- Бондаренко Олег Григорович (29 березня 1986, Миколаїв — 2 березня 2016, Артема, Луганська область) — старший солдат Збройних сил України, учасник російсько-української війни. Кавалер ордена «За мужність» III ступеня.
- Ярюхін Олексій Олексійович (нар. 16 лютого 1986, Легниця, Польща) — український футболіст та тренер, півзахисник. Провів 54 матчі за МФК «Миколаїв».

### Померли
- Ганькевич Анатолій Борисович (нар. 2 (15) січня 1912, Миколаїв — 11 вересня 1986, Миколаїв) — директор Суднобудівного заводу імені 61 комунара (1950−1959 рр.), а потім Чорноморського суднобудівного заводу (1959−1979 рр.).
- Прибильський Іван Степанович (1912, село Новоолексіївка, тепер Генічеський район, Херсонська область — 1986, Москва) — радянський державний діяч, суднобудівник. Кандидат у члени ЦК КП України з 1960 по 1966 роки. Депутат Верховної Ради СРСР 5-го скликання. Депутат Верховної Ради УРСР 6-го скликання. З 1944 по 1950 рік — директор суднобудівного заводу імені 61-го комунара. У 1954—1956 роках — директор Чорноморського суднобудівного заводу імені Носенка.
- Зима Олександр Вікторович (нар. 8 березня 1937, Рибальче, Голопристанський район, Херсонська область — пом. 3 травня 1986, Київ) — український поет, прозаїк та журналіст. У 1970-х роках мешкав у Миколаєві.
- Дяченко Анатолій Гнатович (20 листопада 1914, Богодухів — 31 травня 1986, Миколаїв) — учасник антинацистського руху опору в Україні та Югославії в роки Другої світової війни. Командир 2-го батальйону 18-ї Словенської ударної Базовицької бригади 30-ї дивізії 9-го корпусу, Першої Радянської ударної бригади Народно-визвольної армії Югославії.
- Кроть Дмитро Трохимович (нар. 1904 — 12 квітня 1986) — кандидат філологічних наук, доцент Миколаївського державного педагогічного інституту.
- Хакімов Михайло Кобірович (1 листопада 1916, Большая Цильна, Татарстан — 19 листопада 1986, Казань) — радянський військовик, в роки Другої світової війни — навідник протитанкової рушниці 384-го окремого батальйону морської піхоти Одеської військово-морської бази Чорноморського флоту, червонофлотець. Герой Радянського Союзу. Один з учасників десанту Ольшанського.
- Ліліан Розанофф Лібер (нар. 26 липня 1886, Миколаїв — пом. 11 липня 1986, Квінз, Нью-Йорк) — українсько-американська математик і популярний автор.
- Єфремов Валентин Васильович (23 липня 1909, Миколаїв} — 1986, Одеса) — український диригент та педагог.
- Паєвська Олена Миколаївна (у шлюбі Шавріна; 1 жовтня 1926, Москва — 14 вересня 1986, Миколаїв) — радянська театральна акторка, народна артистка РРФСР.
- Троянова Ніна Петрівна (нар. 19 квітня 1937, Харків — пом. 3 жовтня 1986, Миколаїв) — російська радянська акторка, народна артистка УРСР з 1979 року.